# Рубанович, Николь
Николь Белла Рубанович (ивр. ניקול רובנוביץ'‎; род. 9 мая 1998, Беэр-Шева, Южный округ, Израиль) — израильская тяжелоатлетка, выступающая в весовой категории до 81 кг. Серебряный призёр чемпионата Европы 2024 года. Участница чемпионатов мира и Европы.

## Биография
Николь Белла Рубанович родилась 9 мая 1998 года.

## Карьера
На молодёжном чемпионате Европы 2015 года заняла шестое место с результатом 170 килограммов в весовой категории до 69 кг.
На юниорском чемпионате Европы 2016 стала седьмой, при этом улучшила свой результат до 191 кг (89 + 102).
На взрослом чемпионате Европы 2017 года в Сплите Николь участвовала в весовой категории до 90 килограммов, подняла итоговые 199 килограммов и заняла седьмое место. В том же году на чемпионате Европы среди юниоров улучшила результат в рывке до 94 кг, но в толчке осталась без зачётной попытки.
На чемпионате Европы 2018 года в весовой категории до 75 кг заняла шестое место. На юниорском чемпионате мира также стала шестой. На этих двух соревнованиях она подняла в сумме 204 и 205 килограммов, соответственно. На юниорском чемпионате Европы заняла третье место, подняв 209 кг (97 + 112).
На взрослом чемпионате Европы 2019 года участвовала в новой весовой категории до 71 кг, подняв 199 кг (96 + 103). На чемпионате мира в Паттайе стала десятой, подняв 204 кг. На чемпионате Европы до 23 лет стала четвёртой в весовой категории до 76 кг с результатом 209 кг.
В Ереване, на чемпионате Европы 2023 года в категории до 76 кг Николь заняла итоговое четвёртое место с результатом 219 кг по сумме двух упражнений. В упражнении рывок она сумела взять бронзовую медаль (100 кг).
В феврале 2024 года на чемпионате Европы в Софии Николь завоевала серебряную медаль по сумме двух упражнений с результатом 216 кг. В отдельных упражнениях она завоевала малую бронзовую медаль в рывке (99 кг) и малую серебряную в толчке (117 кг).